# West Ham állomás
A West Ham a londoni metró és a DLR egyik állomása a 2-es és 3-as zóna határán, a District line, a Hammersmith & City line és a Jubilee line érinti.

## Története
Az állomást 1901. február 1-jén adták át, a District line 1902 óta használja. 1936-tól a Hammersmith & City line is érinti.
1999. május 14-én átadták a Jubilee line állomását is.
2011. augusztus 31-étől a DLR is érinti.

## Forgalom
| Járat | Útvonal | Gyakoriság      |
| ----- | --- | --------------- |
|       | Upminster – Upminster Bridge – Hornchurch – Elm Park – Dagenham East – Dagenham Heathway – Becontree – Upney – Barking – East Ham – Upton Park – Plaistow – West Ham – Bromley-by-Bow – Bow Road – Mile End – Stepney Green – Whitechapel – Aldgate East – Tower Hill – Monument – Cannon Street – Mansion House – Blackfriars – Temple – Embankment – Westminster – St. James’s Park – Victoria – Sloane Square – South Kensington – Gloucester Road – Earl’s Court (– tovább Wimbledon, Richmond, Kensington (Olympia) és Ealing Broadway felé) | 2-3 percenként  |
|       | Hammersmith – Goldhawk Road – Shepherd’s Bush Market – Wood Lane – Latimer Road – Ladbroke Grove – Westbourne Park – Royal Oak – Paddington – Edgware Road – Baker Street – Great Portland Street – Euston Square – King’s Cross St. Pancras – Farringdon – Barbican – Moorgate – Liverpool Street – Aldgate East – Whitechapel – Stepney Green – Mile End – Bow Road – Bromley-by-Bow – West Ham – Plaistow – Upton Park – East Ham – Barking | 8-10 percenként |
|       | Stanmore – Canons Park – Queensbury – Kingsbury – Wembley Park – Neasden – Dollis Hill – Willesden Green – Kilburn – West Hampstead – Finchley Road – Swiss Cottage – St. John’s Wood – Baker Street – Bond Street – Green Park – Westminster – Waterloo – Southwark – London Bridge – Bermondsey – Canada Water – Canary Wharf – North Greenwich – Canning Town – West Ham – Stratford | 2-4 percenként  |
|       | Stratford International – Stratford – Stratford High Street – Abbey Road – West Ham – Star Lane – Canning Town – West Silvertown – Pontoon Dock – London City Airport – King George V – Woolwich Arsenal | 7-10 percenként |

## Átszállási kapcsolatok
| Állomás  | Átszállási kapcsolatok                                   |
| -------- | -------------------------------------------------------- |
| West Ham | National Rail (West Ham) Helyi buszok (West Ham Station) |

## Fordítás
- Ez a szócikk részben vagy egészben  a   West Ham station című angol Wikipédia-szócikk fordításán alapul.  Az eredeti cikk szerkesztőit annak laptörténete sorolja fel. Ez a jelzés csupán a megfogalmazás eredetét és a szerzői jogokat jelzi, nem szolgál a cikkben szereplő információk forrásmegjelöléseként.